# أسامة الحسيني
أسامة الحسيني مواليد 20 مايو 1993 في تونس، هو لاعب كرة قدم تونسى.

## روابط خارجية
- أسامة الحسيني على موقع قاعدة بيانات كرة القدم.إي يو (الإنجليزية)
- أسامة الحسيني على موقع Soccerway.com (الإنجليزية)